# Incontri di spareggio del campionato italiano di calcio
L'incontro di spareggio è un sistema previsto nei campionato italiano di calcio, atto ad attribuire un titolo o un piazzamento, tra formazioni che abbiano riportato lo stesso punteggio nella classifica finale.
Dall'istituzione del campionato a girone unico, nella stagione 1929-30 fino alla stagione 2004-05, sono stati disputati molti incontri di spareggio al termine delle edizioni del campionato italiano di calcio di serie A e serie B, necessari per determinare retrocessioni, promozioni, partecipazione alle Coppe europee e in un caso anche per l'assegnazione dello Scudetto. Gli spareggi sono stati aboliti dalla stagione 2005-06, per poi essere reintrodotti dalla stagione 2022-2023 in serie A per determinare eventualmente l'assegnazione di uno scudetto o della salvezza.
Di seguito l'elenco completo di tutte le partite, suddivise per stagione agonistica.

## 1930-31

### Spareggio salvezza serie B
| Bologna 12 luglio 1931 | Udinese | 7 – 0 referto | Lucchese | Stadio Littoriale |

## 1931-32

### Spareggio salvezza serie A
| Bologna 16 giugno 1932                                               | Bari      | 2 – 1 referto | Brescia | Stadio Littoriale |
| \| \| \| \| \| Gay 75’ (rig.) Gay 86’ \| Marcatori \| 13’ Frisoni \| |           |               |         |                   |
|                                                                      |           |               |         |                   |
| Gay 75’ (rig.) Gay 86’                                               | Marcatori | 13’ Frisoni   |         |                   |

## 1933-34

### Spareggio promozione serie B
| Bologna 13 giugno 1934 | Sampierdarenese | 1 – 0 referto | Bari |  |

### Spareggi salvezza serie B[3]
| 1934 | Serenissima | 0 – 0 | Verona |  |

| 1934 | Serenissima | 0 – 1 | Vicenza |  |

| 1934 | Verona | 1 – 0 | Serenissima |  |

| 1934 | Verona | 2 – 1 | Vicenza |  |

| 1934 | L.R. Vicenza | 1 – 1 | Verona |  |

| 1934 | L.R. Vicenza | 3 – 1 | Serenissima |  |

Classifica: Verona 6 punti, Vicenza 5, Serenissima 1.

## 1934-35

### Spareggio salvezza serie B girone B[4]
| Ancona 1935 | Foggia | 1 – 1 | Cremonese |  |

| Fano 1935 | Foggia | 1 – 0 | Cremonese |  |

## 1935-36

### Spareggi salvezza serie B[5]
| 1936 | Pistoiese | 6 – 0 | Foggia |  |

| 1936 | Viareggio | 6 – 1 | SPAL |  |

| 1936 | Pistoiese | 2 – 1 | SPAL |  |

| 1936 | Viareggio | 2 – 0 | Foggia |  |

| 1936 | Pistoiese | 1 – 1 | Viareggio |  |

Classifica: Vezio Parducci Viareggio e Pistoiese 5 punti, Foggia e SPAL Ferrara 0.
| 1936 | Viareggio | 2 – 0 | Pistoiese |  |

## 1936-37

### Spareggi salvezza serie B[6]
| 1937 | Catania | 2 – 1 | Messina |  |

| 1937 | Catania | 3 – 1 | Pro Vercelli |  |

| 1937 | Catania | 2 – 1 | Venezia |  |

| 1937 | Messina | 4 – 3 | Catania |  |

| 1937 | Messina | 3 – 0 | Pro Vercelli |  |

| 1937 | Messina | 2 – 1 | Venezia |  |

| 1937 | Pro Vercelli | 6 – 2 | Catania |  |

| 1937 | Pro Vercelli | 5 – 3 | Messina |  |

| 1937 | Pro Vercelli | 3 – 2 | Venezia |  |

| 1937 | Venezia | 4 – 0 | Catania |  |

| 1937 | Venezia | 3 – 1 | Messina |  |

| 1937 | Venezia | 1 – 0 | Pro Vercelli |  |

Classifica: Catania, Messina, Pro Vercelli e Venezia 6 punti.
N.B. Forse una partita tra Pro Vercelli e Venezia va sostituita con Pro Vercelli e Messina.
| 1937 | Pro Vercelli | 3 – 2 | Venezia |  |

| 1937 | Messina | 2 – 0 | Catania |  |

| 1937 | Venezia | 4 – 0 | Catania |  |

## 1937-38

### Spareggi promozione serie B[7]
| Milano 1938 | Modena | 3 – 0 | Alessandria |  |

| Torino 1938 | Novara | 3 – 2 | Alessandria |  |

| 1938 | Novara | – | Modena |  |

Classifica: Modena e Novara 2 punti, Alessandria 0.

## 1942-43

### Spareggi salvezza serie A
| Roma 1943 | Bari | 1 – 1 | Venezia |  |

| Firenze 1943 | Triestina | 2 – 0 | Venezia |  |

| Modena 1943 | Triestina | 3 – 2 | Bari |  |

Classifica: Triestina 4 punti, Bari e Venezia 1.
| Bologna 1943 | Venezia | 3 – 0 | Bari |  |

## 1945-46

### Spareggio 4º posto campionato Alta Italia
| Bologna 1946 | Milan | 1 – 1 (d.t.s.) | Brescia |  |

| Modena 1946 | Milan | 2 – 1 (d.t.s.) | Brescia |  |

## 1946-47

### Spareggio salvezza serie B girone A
| Legnano 13 luglio 1947 | Vogherese | 3 – 1 | Biellese |  |

### Spareggio salvezza serie B girone B
| Modena 13 luglio 1947 | Pisa | 2 – 1 | Anconitana |  |

### Spareggio salvezza serie B intergirone
| Bologna 31 agosto 1947 | Anconitana | 4 – 2 | Biellese |  |

## 1947-48

### Spareggio salvezza serie B girone A
| Melzo 1948 | Pro Sesto | 2 – 1 | Crema |  |

### Spareggi salvezza serie B girone B
| Roma 1948 | Cremonese | 1 – 1 | Prato |  |

| Como 1948 | Cremonese | 5 – 1 | Parma |  |

| Bologna 1948 | Parma | 2 – 1 | Prato |  |

Classifica: Cremonese 3 punti, Parma 2, Prato 1.

## 1948-49

### Spareggio salvezza serie B
| Milano 1949 | Spezia | 4 – 1 | Parma |  |

## 1951-52

### Spareggio salvezza serie A
| Milano 1952 | Triestina | 3 – 3 | Lucchese |  |

| Bergamo 1952 | Triestina | 1 – 0 | Lucchese |  |

### Spareggio promozione-salvezza serie A e B
| Valdagno 1952 | Triestina | 1 – 0 | Brescia |  |

## 1952-53

### Spareggio promozione serie B
| Firenze 1953 | Legnano | 4 – 1 | Catania |  |

## 1953-54

### Spareggio salvezza serie A
| Milano 1954 | Udinese | 2 – 0 | SPAL |  |

| Firenze 1954 | Udinese | 1 – 1 | Palermo |  |

| Roma 1954 | SPAL | 2 – 1 | Palermo |  |

Classifica: Udinese 3 punti, SPAL 2, Palermo 1.

### Spareggio promozione serie B
| Roma 1954 | Pro Patria | 2 – 0 | Cagliari |  |

## 1956-57

### Spareggio promozione serie B
| Milano 23 giugno 1957 | Alessandria | 2 – 1 (d.t.s.) | Brescia |  |

## 1957-58

### Spareggio promozione-salvezza serie A e B
| Bologna 1958 | Bari | 1 – 0 | Verona |  |

| Roma 1958 | Bari | 2 – 0 | Verona |  |

## 1959-60

### Spareggi salvezza serie B
| Bologna 1960 | Simmenthal Monza | 2 – 0 | Venezia |  |

| Roma 1960 | Venezia | 4 – 2 | Taranto |  |

| Firenze 1960 | Simmenthal Monza | 0 – 0 | Taranto |  |

Classifica: Simmenthal Monza 3 punti, Venezia 2, Taranto 1.

## 1960-61

### Spareggio salvezza serie A
| Bologna 1961 | Lecco | 4 – 2 | Bari |  |

| Bologna 1961 | Udinese | 0 – 0 | Bari |  |

| Bologna 1961 | Lecco | 3 – 3 | Udinese |  |

Classifica: Lecco 3 punti, Udinese 2, Bari 1.

### Spareggio salvezza serie B
| Ferrara 1961 | Novara | 2 – 1 (d.t.s.) | Triestina |  |

## 1963-64

### Spareggio assegnazione titolo Campione d'Italia
| Roma 7 giugno 1964                                                 | Bologna   | 2 – 0 | Inter |  |
| \| \| \| \| \| Facchetti 75’ (aut.) Nielsen 84’ \| Marcatori \| \| |           |       |       |  |
|                                                                    |           |       |       |  |
| Facchetti 75’ (aut.) Nielsen 84’                                   | Marcatori |       |       |  |

### Spareggio salvezza serie A
| Milano 7 giugno 1964 | Sampdoria | 2 – 0 | Modena |  |

## 1967-68

### Spareggi salvezza serie B
| Bergamo 1968 | Genoa | 2 – 0 | Venezia |  |

| Caserta 1968 | Perugia | 3 – 0 | Messina |  |

| Bologna 1968 | Genoa | 1 – 1 | Perugia |  |

| Brescia 1968 | Lecco | 0 – 0 | Venezia |  |

| Bologna 1968 | Perugia | 2 – 1 | Lecco |  |

| Roma 1968 | Genoa | 3 – 0 | Messina |  |

| Bologna 1968 | Venezia | 3 – 0 | Perugia |  |

| Firenze 1968 | Lecco | 1 – 0 | Messina |  |

| Roma 1968 | Venezia | 2 – 0 | Messina |  |

| Torino 1968 | Lecco | 1 – 0 | Genoa |  |

Classifica: Genoa, Lecco, Perugia e Venezia 5 punti, Messina 0.
| Verona 1968 | Lecco | 3 – 0 | Venezia |  |

| Bologna 1968 | Perugia | 2 – 0 | Genoa |  |

| Bologna 1968 | Lecco | 0 – 0 | Perugia |  |

| Bergamo 1968 | Genoa | 2 – 1 | Venezia |  |

| Bologna 1968 | Perugia | 2 – 1 | Venezia |  |

| Bergamo 1968 | Genoa | 0 – 0 | Lecco |  |

Classifica: Perugia 5 punti, Lecco 4, Genoa 3, Venezia 0.

## 1970-71

### Spareggi promozione serie B
| Bologna 1971                                 | Atalanta  | 2 – 0 | Bari |  |
| \| \| \| \| \| a tavolino \| Marcatori \| \| |           |       |      |  |
|                                              |           |       |      |  |
| a tavolino                                   | Marcatori |       |      |  |

| Bologna 1971 | Atalanta | 1 – 0 | Catanzaro |  |

| Napoli 1971 | Bari | 0 – 1 | Catanzaro |  |

Classifica: Atalanta 4 punti, Catanzaro 2, Bari 0.

## 1974-75

### Spareggio promozione serie B
| Terni 1975 | Verona Hellas | 1 – 0 | Catanzaro |  |

### Spareggio salvezza serie B
| Milano 1975 | Reggiana | 2 – 1 | Alessandria |  |

## 1976-77

### Spareggi promozione serie B
| Terni 1977 | Cagliari | 0 – 0 | Pescara |  |

| Genova 1977 | Atalanta | 2 – 1 | Cagliari |  |

| Bologna 1977 | Atalanta | 0 – 0 | Pescara |  |

Classifica: Atalanta 3 punti, Pescara 2, Cagliari 1.

## 1978-79

### Spareggio promozione serie B
| Arbitro: | Bergamo (Livorno) |

|                              |           |  |
| Pavone 40’ Giusto 60’ (aut.) | Marcatori |  |

## 1982-83

### Spareggi promozione serie B
| Roma 18 giugno 1983 | Catania | 1 – 0 | Como |  |

| Roma 25 giugno 1983 | Catania | 0 – 0 | Cremonese |  |

| Roma 22 giugno 1983 | Como | 0 – 0 | Cremonese |  |

Classifica: Catania 3 punti, Cremonese 2, Como 1.

## 1986-87

### Spareggio qualificazione Coppe europee
| Arbitro: | Tullio Lanese (Messina) |

|              |           |  |
| Massaro 102’ | Marcatori |  |

### Spareggi promozione serie B
| Pescara 27 giugno 1987 | Cesena                  | 0 – 0 | Lecce | Stadio Adriatico\| Arbitro: \| Pietro D'Elia (Salerno) \| |
| Arbitro:               | Pietro D'Elia (Salerno) |       |       |                                                           |

| Arbitro: | Rosario Lo Bello (Siracusa) |

|                                               |           |             |
| Miceli 40’ Pasculli 47’ Panero 72’ Nobile 84’ | Marcatori | 37’ Chiorri |

| Arbitro: | Pierluigi Pairetto (Torino) |

|               |           |  |
| Rizzitelli 9’ | Marcatori |  |

Classifica: Cesena e Lecce 3 punti, Cremonese 0.
| Arbitro: | Paolo Casarin (Milano) |

|                       |           |            |
| Bordin 4’ Cuttone 65’ | Marcatori | 40’ Panero |

### Spareggi salvezza serie B
| Napoli 27 giugno 1987 | Taranto | 1 – 0 | Lazio | Stadio San Paolo |

| Napoli 1º luglio 1987 | Campobasso | 1 – 1 | Taranto | Stadio San Paolo |

| Napoli 5 luglio 1987 | Lazio | 1 – 0 | Campobasso | Stadio San Paolo |

Classifica: Taranto 3, Lazio 2, Campobasso 1.

## 1987-88

### Spareggio qualificazione Coppe europee
| Arbitro: | Pietro D'Elia (Salerno) |

|                                       |                      |                                  |
| Vignola De Agostini Brio Cabrini Rush | Tiri di rigore 4 – 2 | Cravero Bresciani Comi Benedetti |

## 1988-89

### Spareggio qualificazione Coppe europee
| Perugia 30 giugno 1989                       | Fiorentina | 1 – 0 | Roma |  |
| \| \| \| \| \| Pruzzo 11’ \| Marcatori \| \| |            |       |      |  |
|                                              |            |       |      |  |
| Pruzzo 11’                                   | Marcatori  |       |      |  |

### Spareggio promozione serie B
| Pescara 25 giugno 1989                       | Cremonese            | 0 – 0 (d.t.s.) | Reggina |  |
| \| \| \| \| \| \| Tiri di rigore 4 – 3 \| \| |                      |                |         |  |
|                                              |                      |                |         |  |
|                                              | Tiri di rigore 4 – 3 |                |         |  |

### Spareggio salvezza serie B
| Cesena 24 giugno 1989                        | Brescia              | 0 – 0 (d.t.s.) | Empoli |  |
| \| \| \| \| \| \| Tiri di rigore 3 – 0 \| \| |                      |                |        |  |
|                                              |                      |                |        |  |
|                                              | Tiri di rigore 3 – 0 |                |        |  |

## 1989-90

### Spareggio salvezza serie B
| Pescara 1990 | Messina | 1 – 0 | Monza |  |

## 1990-91

### Spareggio salvezza serie B
| Pescara 26 giugno 1991                        | Cosenza   | 1 – 0 (d.t.s.) | Salernitana | Stadio Adriatico |
| \| \| \| \| \| Marulla 96’ \| Marcatori \| \| |           |                |             |                  |
|                                               |           |                |             |                  |
| Marulla 96’                                   | Marcatori |                |             |                  |

## 1991-92

### Spareggio salvezza serie B
| Arbitro: | Angelo Amendolia (Messina) |

|                         |           |                |
| Turrini 37’ Fresta 110’ | Marcatori | 67’ Campilongo |

## 1992-93

### Spareggio salvezza serie A
| Arbitro: | Cesari (Genova) |

|                                     |           |            |
| Balbo 14’ Orlando 59’ Dell'Anno 88’ | Marcatori | 28’ Domini |

## 1993-94

### Spareggio promozione serie B
| Arbitro: | Piero Ceccarini (Livorno) |

|                         |           |           |
| Cuicchi 18’ Coppola 69’ | Marcatori | 7’ Hübner |

### Spareggio salvezza serie B
| Salerno 14 giugno 1994                                                                                                  | Acireale             | 0 – 0 (d.t.s.)                   | Pisa | Stadio Arechi |
| \| \| \| \| \| Tarantino Favi Migliaccio Mazzarri Modica \| Tiri di rigore 4 – 3 \| Rocco Rotella Bosco Farris Susic \| |                      |                                  |      |               |
| |                      |                                  |      |               |
| Tarantino Favi Migliaccio Mazzarri Modica                                                                               | Tiri di rigore 4 – 3 | Rocco Rotella Bosco Farris Susic |      |               |

## 1994-95

### Spareggio salvezza serie A
| Arbitro: | Ceccarini (Livorno) |

|                                               |                      |                                                           |
| Vlaović 19’                                   | Marcatori            | 29’ Skuhravý                                              |
| Fontana Cuicchi Perrone Vlaović Balleri Kreek | Tiri di rigore 5 – 4 | van 't Schip Ruotolo Marcolin Bortolazzi Skuhravý Galante |

## 1996-97

### Spareggio salvezza serie A
| Arbitro: | Braschi (Prato) |

|                                     |           |               |
| Luiso 7’, 90+2’ Berretta 40’ (aut.) | Marcatori | Tovalieri 64’ |

## 1997-98

### Spareggio promozione serie B
| Arbitro: | Graziano Cesari (Genova) |

|                                                  |                      |                                            |
| Tovalieri 75’                                    | Marcatori            | 79’ Ferrante                               |
| Bernardini Rapaić Materazzi Colonnello Tovalieri | Tiri di rigore 5 – 4 | Ferrante Lentini Cravero Dorigo Carparelli |

## 1998-99

### Spareggio qualificazione Coppe europee (Serie A)
| Udine 28 maggio 1999, ore 20:45 | Udinese                  | 0 – 0 | Juventus | Stadio Friuli (13.991 spett.)\| Arbitro: \| Graziano Cesari (Genova) \| |
| Arbitro:                        | Graziano Cesari (Genova) |       |          |                                                                         |

| Arbitro: | Stefano Braschi (Barberino di Mugello) |

|             |           |           |
| Inzaghi 22’ | Marcatori | 61’ Poggi |

## 1999-00

### Spareggio qualificazione Coppe europee
| Arbitro: | Graziano Cesari (Genova) |

|                                |           |            |
| R.Baggio 36’, 83’ Zamorano 90’ | Marcatori | 70’ Stanić |

### Spareggio salvezza serie B
| Arbitro: | Domenico Messina (Bergamo) |

|                                         |           |                  |
| Castiglione 8’ Bellotto 15’ Colombo 85’ | Marcatori | 30’ (rig.) Taldo |

| Arbitro: | Graziano Cesari (Genova) |

|             |           |  |
| Cangini 21’ | Marcatori |  |

## 2000-01

### Spareggio salvezza serie A[8]
| Arbitro: | Cesari (Genova) |

|             |           |  |
| Laursen 61’ | Marcatori |  |

| Arbitro: | Braschi (Prato) |

|                           |           |             |
| Zanchetta 42’ Cozza 45+1’ | Marcatori | 86’ Cossato |

## 2002-03

### Spareggio salvezza serie A[8]
| Reggio Calabria 29 maggio 2003, ore 20:00 | Reggina            | 0 – 0 | Atalanta | Stadio Granillo (25 000 spett.)\| Arbitro: \| De Santis (Tivoli) \| |
| Arbitro:                                  | De Santis (Tivoli) |       |          |                                                                     |

| Arbitro: | Collina (Viareggio) |

|            |           |                         |
| Natali 18’ | Marcatori | 33’ Cozza 85’ Bonazzoli |

## 2003-04

### Spareggio promozione-salvezza serie A e B[8]
| Arbitro: | Trefoloni (Siena) |

|  |           |             |
|  | Marcatori | 10’ Fantini |

| Arbitro: | Rosetti (Torino) |

|             |           |              |
| Fantini 47’ | Marcatori | 81’ do Prado |

## 2004-05

### Spareggio salvezza serie A
| Arbitro: | Farina (Genova) |

|  |           |          |
|  | Marcatori | 17’ Tare |

| Arbitro: | Collina (Viareggio) |

|  |           |                             |
|  | Marcatori | 18’ Cardone 45+2’ Gilardino |

## 2022-23

### Spareggio salvezza serie A
| Arbitro: | Orsato (Schio) |

|            |           |                            |
| Ampadu 15’ | Marcatori | 5’ Faraoni 26’, 38’ Ngonge |